# Sargus inficitus
Sargus inficitus är en tvåvingeart som beskrevs av Walker 1861. Sargus inficitus ingår i släktet Sargus och familjen vapenflugor. Inga underarter finns listade i Catalogue of Life.